# Giovanni Lizzio
Giovanni Lizzio (Catania, 24 giugno 1947 – Catania, 27 luglio 1992) è stato un poliziotto italiano, vittima di Cosa Nostra.

## Biografia
Nato a Catania, sposato e padre di due figlie, l'ispettore capo Giovanni Lizzio iniziò a lavorare come poliziotto a Napoli. Dopo alcuni anni venne trasferito nella sua Catania, in servizio presso la squadra mobile. Nei molti anni di servizio, indagò in maniera capillare sia sulle cosche mafiose tradizionali che su quelle emergenti, divenendo, in virtù delle sue vaste conoscenze in merito, una sorta di archivio vivente per l'intera questura, oltre che uno dei poliziotti più conosciuti nella città etnea grazie ai molti arresti di mafiosi effettuati. Al momento dell'omicidio, nel 1992, Lizzio era passato da un anno al nucleo anti-racket della questura di Catania. In quegli anni la maggior parte degli imprenditori catanesi pagava il pizzo, ma grazie alle indagini di Lizzio molti estorsori erano stati arrestati. In particolare, una decina di giorni prima di essere assassinato, l'ispettore-capo Lizzio aveva eseguito una serie di arresti contro un clan mafioso cittadino.

## L'omicidio
Giovanni Lizzio fu ucciso il 27 luglio 1992, appena 8 giorni dopo la strage di via D'Amelio e proprio mentre in città vari prefetti discutevano su come impiegare l'esercito arrivato a seguito dell'operazione Vespri siciliani. Lizzio fu il primo poliziotto ad essere ucciso a Catania. Alla base dell'omicidio, oltre alla sua attività investigativa anti-racket, ci fu anche la volontà dal capo dei Corleonesi, Salvatore Riina, di allargare la strategia stragista da Palermo alla stessa Catania. Lizzio venne assassinato mentre era nella sua Alfa Romeo 75, fermo al semaforo in via Leucatia. 2 sicari in moto gli si avvicinarono e gli spararono vari proiettili. Trasportato in ospedale, Lizzio morì poco dopo.

### Le indagini e i processi
Le indagini sull'omicidio conobbero una svolta soltanto l'anno successivo, a seguito delle accuse del collaboratore di giustizia Claudio Severino Samperi, che condussero al maxi-blitz con 156 arresti contro il clan Santapaola denominato "Orsa Maggiore" e consentirono di incriminare il gotha della mafia catanese (Benedetto Santapaola, Giuseppe Pulvirenti, Calogero Campanella e Aldo Ercolano) come mandanti del delitto Lizzio, che aveva una duplice funzione: "punire" l'investigatore per aver denunciato Giuseppe Pulvirenti (braccio armato del boss Santapaola) per il reato di estorsione ed allargare a Catania la campagna di attentati contro i rappresentanti dello Stato promossa da Salvatore Riina.
Nel 1996 il processo "Orsa Maggiore" si concluse con la condanna all'ergastolo per Santapaola come unico mandante dell'omicidio Lizzio mentre gli altri imputati Aldo Ercolano e Calogero Campanella vennero assolti. Le indagini vennero riaperte a seguito della collaborazione con la giustizia di Natale Di Raimondo e Umberto Di Fazio, che si autoaccusarono di aver partecipato all'omicidio, ed iniziarono due processi contro gli esecutori materiali: nel giugno 1998, nel processo con il rito abbreviato, vennero condannati Di Raimondo e Di Fazio a 12 anni di reclusione con lo sconto di pena previsto per i collaboratori di giustizia mentre Francesco Squillaci e Giovanni Rapisarda ebbero trent'anni di carcere; Rapisarda venne poi assolto in Appello. Nel processo con il rito ordinario  vennero invece assolti Filippo Branciforti e Francesco Di Grazia.